# Snooker-Saison 1983/84
Die Snooker-Saison 1983/84 war eine Reihe von Snookerturnieren, die der Snooker Main Tour angehörten. Sie begann am 4. Juli 1983 und endete am 19. Mai 1984. Während der Saison gab es 101 Profispieler.

## Turniere
Die folgende Tabelle zeigt die Saisonergebnisse:
| Datum                                | Turnier                            | Austragungsort | Art                   | Sieger          | Finalist                 | Ergebnis |
| ------------------------------------ | ---------------------------------- | -------------- | --------------------- | --------------- | ------------------------ | -------- |
| 4. bis 15. Juli 1983                 | Australian Masters                 | Sydney         | Einladungsturnier     | Cliff Thorburn  | Bill Werbeniuk           | 7:3      |
| August 1983                          | Canadian Professional Championship | Toronto        | Non-Ranking           | Kirk Stevens    | Frank Jonik              | 9:8      |
| 5. bis 7. August 1983                | Hong Kong Masters                  | Hongkong       | Einladungsturnier     | Doug Mountjoy   | Terry Griffiths          | 4:3      |
| 11. bis 13. August 1983              | Thailand Masters                   | Bangkok        | Einladungsturnier     | Tony Meo        | Steve Davis              | 2:1      |
| 26. bis 28. August 1983              | Scottish Professional Championship | Glasgow        | Non-Ranking           | Murdo MacLeod   | Eddie Sinclair           | 11:9     |
| 22. bis 25. September 1983           | Scottish Masters                   | Glasgow        | Non-Ranking           | Steve Davis     | Tony Knowles             | 9:6      |
| 1. bis 9. Oktober 1983               | International Open                 | Newcastle      | Weltranglistenturnier | Steve Davis     | Cliff Thorburn           | 9:4      |
| 10. bis 21. Oktober 1983             | Professional Players Tournament    | Bristol        | Weltranglistenturnier | Tony Knowles    | Joe Johnson              | 9:8      |
| 11. November 1983 bis 14. April 1984 | Professional Snooker League        | verschieden    | Liga                  | John Virgo 1    | Dennis Taylor 1          | 6:4 1    |
| 18. November bis 4. Dezember 1983    | UK Championship                    | Preston        | Non-Ranking           | Alex Higgins    | Steve Davis              | 16:15    |
| 28. bis 30. Dezember 1983            | Pot Black                          | Birmingham     | Einladungsturnier     | Terry Griffiths | John Spencer             | 2:1      |
| Januar 1984                          | Scottish Professional Championship | Schottland     | Non-Ranking           | Murdo MacLeod   | Eddie Sinclair           | 8:7      |
| 8. bis 15. Januar 1984               | Classic                            | Warrington     | Weltranglistenturnier | Steve Davis     | Tony Meo                 | 9:8      |
| 22. bis 29. Januar 1984              | Masters                            | London         | Einladungsturnier     | Jimmy White     | Terry Griffiths          | 9:5      |
| 21. bis 24. Februar 1984             | Tolly Cobbold Classic              | Ipswich        | Einladungsturnier     | Steve Davis     | Tony Knowles             | 8:2      |
| 27. Februar bis 14. März 1984        | International Masters              | Derby          | Non-Ranking           | Steve Davis     | Dave Martin John Dunning | Gruppe   |
| 5. bis 11. März 1984                 | Welsh Professional Championship    | Ebbw Vale      | Non-Ranking           | Doug Mountjoy   | Cliff Wilson             | 9:3      |
| 27. März bis 1. April 1984           | Irish Masters                      | Kill           | Einladungsturnier     | Steve Davis     | Terry Griffiths          | 9:1      |
| 21. April bis 7. Mai 1984            | Snookerweltmeisterschaft           | Sheffield      | Weltranglistenturnier | Steve Davis     | Jimmy White              | 18:16    |
| 12. bis 19. Mai 1984                 | Pontins Professional               | Prestatyn      | Non-Ranking           | Willie Thorne   | John Spencer             | 9:7      |

## Weltrangliste
Aufgelistet sind die Top 16 der Snookerweltrangliste 1983/84.
| Nr. | Name            | Veränderung |
| --- | --------------- | ----------- |
| 1   | Steve Davis     | ▲ 3         |
| 2   | Ray Reardon     | ▼ 1         |
| 3   | Cliff Thorburn  | ▬           |
| 4   | Tony Knowles    | ▲ 11        |
| 5   | Alex Higgins    | ▼ 3         |
| 6   | Eddie Charlton  | ▼ 1         |
| 7   | Kirk Stevens    | ▼ 1         |
| 8   | Bill Werbeniuk  | ▲ 1         |
| 9   | Terry Griffiths | ▲ 5         |
| 10  | David Taylor    | ▼ 2         |
| 11  | Jimmy White     | ▼ 1         |
| 12  | Doug Mountjoy   | ▼ 5         |
| 13  | Dennis Taylor   | ▬           |
| 14  | John Virgo      | ▲ 5         |
| 15  | Tony Meo        | ▲ 9         |
| 16  | John Spencer    | ▼ 4         |